# Javi Salgado
Javier Salgado Martín (Bilbau, 06 de agosto de 1980) é um basquetebolista profissional espanhol que atualmente joga pelo Dominion Bilbao. O atleta que possui 1,83m de altura, atua como armador e tem carreira profissional desde 1998.

## Ligações Externas
- Javi Salgado no X